# Erich Häßler
Fritz Otto Erich Häßler (* 22. April 1899 in Leipzig; † 2. Dezember 2005 in Jena) war ein deutscher Kindermediziner, der während der NS-Zeit an der Kinder-Euthanasie beteiligt war.

## Leben
Erich Häßler war der Sohn eines Leipziger Kolonialwarenhändlers, der jedoch früh verstarb. Im Ersten Weltkrieg diente er ab 1917 als Soldat und erreichte den Rang eines Unterfeldwebels, von 1919 bis 1920 engagierte sich Häßler im Leipziger Freikorps. Während seines Studiums wurde er 1918 Mitglied der Sängerschaft zu St. Pauli Jena.
Ab 1923 war er zunächst Medizinalpraktikant an der Leipziger Kinderklinik, ab 1925 zudem Hilfsassistent an der Kinderheilstätte in Dresden. Im Januar 1927 kehrte er nach Leipzig zurück und wirkte dort u. a. auf der Infektionsstation. Hautnah erlebte er als verantwortlicher Mediziner die damals grassierende Poliomyelitisepidemie. Im Jahre 1932 stieg Häßler zum Chef der Poliklinik und ein Jahr später kurzzeitig zum provisorischen Leiter der Kinderklinik auf. Sein Vorgänger Siegfried Rosenbaum wollte nach Aussage Häßlers von der Klinikleitung entbunden werden, um seine wissenschaftlichen Arbeiten fortsetzen zu können. Dem Antrag wurde entsprochen. Dieser Vorgang fiel in das Jahr 1932. Er hatte das Amt später auch wegen seiner jüdischen Abstammung auf Anweisung der Nationalsozialisten ohnehin niederlegen müssen. Übergangsweise übernahm Häßler auch die Leitung der Klinik, nachdem Rosenbaum die Leitung definitiv niederlegte. Wenige Zeit später löste ihn Werner Catel in dieser Funktion ab, Häßler wurde daraufhin Oberarzt und Catels Stellvertreter.
Mit der nationalsozialistischen „Machtergreifung“ trat Häßler 1933 in die SA ein, in der er zum Sanitätssturmführer aufstieg. Am 24. Juni 1937 beantragte er die Aufnahme in die NSDAP und wurde rückwirkend zum 1. Mai desselben Jahres aufgenommen (Mitgliedsnummer 5.333.182). Zudem wurde er Sachbearbeiter und Schulungsredner im Rassenpolitischen Amt Leipzig und Obmann des NS-Dozentenbundes. In einem 1939 veröffentlichten Werk Die Pflege des gesunden und kranken Kindes, zu dessen Co-Autoren er gehörte, werden unter anderem Juden als „wurzelloses Parasitentum“ beschrieben.
Während der NS-Zeit war er als Oberarzt in der Universitätskinderklinik Leipzig, einem der Zentren der Kinder-Euthanasie, tätig. Laut Götz Aly, Olaf Kappelt und Martin Kassler war er an den Euthanasie-Verbrechen beteiligt, gemäß seiner eigenen Aussage war er seit Mai 1939 Mitwisser.
Infolge der schweren Bombardierungen Leipzigs im Dezember 1943 richtete Häßler eine Ausweichstelle in Hochweitzschen ein, aus der sich letztendlich ein eigenes Kinderhospital entwickelte. Nach seiner fristlosen Entlassung am 5. November 1945 durch die Alliierten betreute er dieses hauptamtlich, wechselte jedoch nach vier Jahren 1949 an die Chemnitzer Kinderklinik.
Am 15. Oktober 1953 berief die Universitätsklinik Jena Häßler zum Direktor der Kinderklinik und Ordinarius. Er wurde Nachfolger des verstorbenen Jussuf Ibrahim. In dieser Funktion machte er sich insbesondere zwischen 1956 und 1960 um den Neubau des Klinikgebäudes in der  Westbahnhofstraße verdient. Am 28. Februar 1965 räumte er nach 11½ Jahren aus Altersgründen den Lehrstuhl.
Öffentliche Aufmerksamkeit erhielt er zuletzt im Januar 2004: Gemeinsam mit 21 anderen Kollegen unterschrieb er eine Solidaritätsbekundung für die ehemalige Jenaer Ärztin Rosemarie Albrecht. Die Staatsanwaltschaft Gera hatte sie wegen der Mitwirkung an den Euthanasieverbrechen angeklagt. Vorwürfe, die ihm selbst eine Beteiligung an den nationalsozialistischen Gräueltaten nachsagten, wies er stets zurück.
Häßler war zweimal verheiratet und hatte insgesamt neun Kinder.
Der Schriftsteller Francis Nenik verarbeitete Teile von Häßlers Wirken in seinem Euthanasie-Roman E. oder Die Insel, für den er 2021 den Anna-Seghers-Preis erhielt. Der Roman, der die Geschichte aus der Täterperspektive erzählt, spielt in dem Dorf Tragnitz bei Leisnig, wo Häßler 1944/45 nachweislich gewohnt hat.

## Werk
Im Rahmen seiner Forschungstätigkeit setzte Häßler sich mit Infektionskrankheiten, der Entwicklung sowie den Erkrankungen (Rheuma) des kindlichen Skeletts und dem präventiven Gesundheitsschutz (Schutzimpfungen) auseinander. Auf ihn geht die systematische Behandlung des Scharlachs mit Penicillin in der Kinderklinik zurück, die er 1949/1950 erstmals anwandte.

## Auszeichnungen
- Hufeland-Medaille[12]
- Ehrenmitgliedschaft in der Deutschen Gesellschaft für Kinderheilkunde[12]
- Ehrenmitgliedschaft in der Gesellschaft für Pädiatrie der DDR[12]